# تيميا سوجي
تيميا سوجي (بالمجرية: Szögi Tímea)‏ مواليد 20 فبراير 1990 في المجر، هي لاعبة كرة يد مجرية. حصلت مع فريقها على المركز الثاني في كأس المجر سنة 2012.